# High School Fleet
High School Fleet (ハイスクール・フリート Haisukūru Furīto?), también conocido como Hai-Furi (はいふり), es un anime producido por Production IMS. Yuu Nobuta está dirigiendo el anime y Reiko Yoshida está manejando la composición de la serie, con diseño de los personajes por Naoto Nakamura y personajes originales diseñados por Atto. Comenzó a emitirse el 9 de abril de 2016 y finalizó el 25 de junio de ese mismo año. Una adaptación a manga ilustrada por Kanari Abe comenzó su serializacion en la revista de manga seinen de Media Factory Monthly Comic Alive en la edición de diciembre de 2015 publicada el 27 de octubre de 2015.

## Sinopsis
La historia sigue a Akeno Misaki quien se inscribe en la Escuela Secundaria Marítima para Chicas Yokosuka (横須賀女子海洋学校 Yokosuka Joshi Kaiyō Gakkō) en Yokosuka, Kanagawa con el objetivo de convertirse en una Blue Mermaids, tal y como prometió con su amiga Moeka China. Tras la ceremonia de apertura, Akeno es asignada como Capitana de la nave destructora Harekaze (晴風), y parte junto a sus compañeras en su primera travesía de práctica, pero antes de llegar al punto de encuentro sufren un extraño incidente con su instructora que las lleva a ser acusadas de amotinarse. Ante esta situación, Akeno debe dirigir a sus compañeras del Harekaze mientras huyen de la persecución a la que son sometidas mientras tratan de esclarecer la verdad sobre lo ocurrido.

## Personajes
Misaki Akeno (岬 明乃?)
Voz por: Shiina Natsukawa
El personaje principal y capitana del Harekaze. Aunque no es particularmente brillante o talentosa, sí tiene buen juicio bajo presión, lo que junto a su aparentemente inagotable buena fortuna la convierten en una capitana flexible, versátil y confiable. Es increíblemente buena para recordar el nombre de las personas y considera que todos las camaradas del mar son familia, un carácter que le gana rápidamente la admiración y fidelidad de su tripulación.
Mashiro Munetani (宗谷 ましろ?)
Voz por: Lynn
Oficial Primera del Harekaze, cuyo objetivo es seguir los pasos profesionales de su madre y hermanas como Blue Mermaid. Se lamenta constantemente de su mala suerte y parece tenerle miedo a los gatos.... aunque le encantan los peluches.
Tateishi Shima (立石 志摩?)
Voz por: Nozomi Furuki
Oficial de artillería del Harekaze. Usualmente callada, habla en ráfagas y le gusta el curry.
Irizaki Mei (西崎 芽依?)
Voz por: Atsumi Tanezaki
Oficial de torpedos del Harekaze. Siempre quiere disparar algo a otras naves.
Rin Shiretoko (知床 鈴?)
Voz por: Yurika Kubo
Jefa de Navegación del Harekaze. Se asusta con gran facilidad y su primera reacción es huir de la batalla en cuanto esta se aproxima.
Kōko Nosa (納沙 幸子?)
Voz por: Yūko Kurose
Secretaria del Harekaze y fuente inagotable de información de todo tipo. Le encantan las conjeturas y teorías conspiratorias, y no tiene reparo en escenificarlas en el momento para exponerlas a las demás.

### Combate
Hikari Ogasawara (小笠原 光?)
Voz por: Miharu Sawada
Michiru Takeda (武田 美千留?)
Voz por: Hitomi Kikuchi
Junko Heki (日置 順子?)
Voz por: Minami Tanaka
Ritsuko Matsunaga (松永 理都子?)
Voz por: Yuka Maruyama
Kayoko Himeji (姫路 果代子?)
Voz por: Rui Tanabe
Kaede Marikōji (万里小路 楓?)
Voz por: Sakura Nakamura

### Navegación
Satoko Katsuta (勝田 聡子?)
Voz por: Chisato Satsuki
Hideko Yamashita (山下 秀子?)
Voz por: Yō Taichi
Mayumi Uchida (内田 まゆみ?)
Voz por: Emi Miyajima
Tsugumi Yagi (八木 鶫?)
Voz por: Nanami Yamashita
Megumi Uda (宇田 慧?)
Voz por: Akane Fujita
Machiko Noma (野間 マチコ?)
Voz por: Yu Kobayashi
La miradora del Harekaze. Ella tiene hipermetropia, y por eso usa lentes.

### Ingeniería
Maron Yanagiwara (柳原 麻侖?)
Voz por: Natsumi Takamori
Jefe de ingeniería del Harekaze. Ella es la más baja de su equipo.
Hiromi Kuroki (黒木 洋美?)
Voz por: Natsuki Aikawa
Reo Wakasa (若狭 麗緒?)
Voz por: Ayaka Shimizu
Sakura Ise (伊勢 桜良?)
Voz por: Sanae Fuku
Runa Suruga (駿河 留奈?)
Voz por: Ari Ozawa
Sora Hirota (広田 空 Hirota Sora)
Seiyū: Sayaka Kaneko
Hime Wazumi (和住 媛萌?)
Voz por: Hiyori Nitta
Momo Aoki (青木 百々?)
Voz por: Ayuru Ohashi

### Logística
Mimi Tōmatsu (等松 美海?)
Voz por: Airi Ootsu
Mikan Irako (伊良子 美甘?)
Voz por: Momo Asakura
Homare Kinesaki (杵崎 ほまれ?)
Voz por: Kanae Itō
Una de las cocineras del Harekaze y la hermana gemela de Akane.
Akane Kinesaki (杵崎 あかね?)
Voz por: Kanae Itō
Una de las cocineras del Harekaze y la hermana gemela de Homare.
Minami Kaburagi (鏑木 美波?)
Voz por: Kana Asumi
La medico del Harekaze. Ella usualmente le da consejos a Akeno y le gusta decir proverbios y modismos Chinos.

### Otros
Moeka China (知名 もえか?)
Voz por: Sora Amamiya
La amiga de la infancia de Akeno y capitán del Musashi.
Wilhelmina Braunschweig Ingenohl Friedeburg (ヴィルヘルミーナ・ブラウンシュヴァイク・インゲノール・フリーデブルク?)
Voz por: Hiromi Igarashi
Una estudiante de la Secundaria Wilhelmshaven y Oficial Primera de la nave de batalla Alemana Admiral Spee. Akeno la rescata tras huir de su nave y se une a la tripulación del Harekaze, compartiendo camarote con Mashiro. Experta en guerra submarina.
Kaoru Furushō (古庄 薫?)
Voz por: Megumi Toyoguchi
Instructora de la Escuela Secundaria Marítima para Chicas Yokosuka y capitana del Sarushima.
Mayuki Munetani (宗谷 真雪?)
Voz por: Yūko Kaida
Directora de la Escuela Secundaria Marítima para Chicas Yokosuka y la de Mashiro.
Mashimo Munetani (宗谷 真霜?)
Voz por: Mai Nakahara
La hermana mayor de Mashiro y una miembro de las Blue Mermaids.
Isoroku (五十六?)
Voz por: Satoshi Tsuruoka
Un gato que, al parecer, deambulaba por la Escuela Secundaria Marítima para Chicas Yokosuka y que decide unirse a la tripulación del Harekaze, apareciendo en el puente de mando poco antes de zarpar.

## Medios de comunicación

### Anime
El anime es producido por Production IMS, se comenzó a emitir el 10 de abril de 2016. La serie es dirigida por Yuu Nobuta y es escrita por Reiko Yoshida, con diseño de los personajes originales por Atto y el diseño de los personajes por Naoto Nakamura. El opening es "High Free Spirits" interpretado por TrySail mientras el ending es "Ripple Effect" interpretado por Luna Haruna. Una canción single de personajes titulada "Watashitachi Kinenbi" (わたしたち記念日, Lit. "Nuestro Aniversario") fue publicada el 6 de abril de 2016. Dos OVAs han sido anunciadas para 2017.

#### Lista de episodios
| Núm.  | Título                                                                                     | Fecha de emisión     |
| ----- | ------------------------------------------------------------------------------------------ | -------------------- |
| 1     | "¡En problemas en nuestro viaje inaugural!" "Hatsu Kōkai de Pinchi!" (初航海でピンチ！)    | 10 de abril de 2016  |
| 2     | "¡En problemas durante la persecución!" "Tsukigekisarete Pinchi!" (追撃されてピンチ!)      | 17 de abril de 2016  |
| 3     | "¡En Problemas en Pijamas!" "Pajama de Pinchi!" (パジャマでピンチ!)                        | 24 de abril del 2016 |
| 4     | "¡Damas en problemas!" "Otome no Pinchi!" (乙女のピンチ!)                                  | 1 de mayo de 2016    |
| 5     | "¡Problemas en el musashi!" "Musashi de Pinchi!" (武蔵でピンチ！)                          | 8 de mayo de 2016    |
| 6     | "¡En un problema minado!" "Kirai de Pinchi!" (機雷でピンチ!)                               | 15 de mayo de 2016   |
| 7     | "¡En un problema tormentoso!" "Arashi de Pinchi!" (嵐でピンチ!)                            | 22 de mayo de 2016   |
| 8     | "¡En problemas con el hiei!" "Hiei de pinchi!" (比叡でピンチ！)                            | 29 de mayo de 2016   |
| 9     | "¡Mina en problemas!" "Mīna de pinchi!" (ミーナでピンチ！)                                 | 4 de junio de 2016   |
| 10    | "¡Feliz en el festival del Ecuador!" "Sekidōsai de Happī!" (赤道祭でハッピー!)             | 11 de junio de 2016  |
| 11    | "¡Una gran nave de guerra que da problemas!" "Daikankyohō de Pinchi!" (大艦巨砲でピンチ！) | 18 de junio de 2016  |
| 12    | "¡En problemas en la batalla final!" "Rasuto Batoru de Pinchi!" (ラストバトルでピンチ！)   | 25 de junio de 2016  |
| OVA 1 | "¡Kōko Nosa en problemas!" "Nosa Kouko de Pinchi!" (納沙幸子がピンチ！)                    | 31 de marzo del 2017 |